# パット・マコーミック
パット・マコーミック（Pat McCormick,  1927年6月30日 - 2005年7月29日）は、アメリカ合衆国の俳優、声優である。

## 来歴
1927年、オハイオ州のレイクウッドに生まれる。第二次世界大戦時の1946年からアメリカ陸軍へ従軍。退役後は、ハーバード大学で法学を学ぶも、途中で中退し、スタンダップコメディの道へ進んだ。その後、脚本家としてデビューし、深夜のトークショーやテレビシリーズ『それ行けスマート』の数エピソードなどを手掛けている。脚本家としてジョニー・カーソンが司会の『ザ・トゥナイト・ショー』やダニー・ケイによる『ダニー・ケイ・ショー』などの番組で、3度プライムタイム・エミー賞の脚本部門でノミネートを果たした
1970年に映画『The Phynx』で映画デビュー。それ以降はテレビシリーズや映画など様々な作品へ出演し、俳優としての確固たるキャリアを築いている。

### 死去
1997年、カリフォルニア州ロサンゼルスのウッドランドヒルズにて脳梗塞のため死去。78歳だった。

## 出演作品

### 映画
- The Phynx (1970)
- アダムスのお化け一家 The Addams Family Fun House (1973) ※テレビ映画
- The Funnier Side of Eastern Canada (1974) ※テレビ映画
- Buffalo Bill and the Indians, or Sitting Bull's History Lesson (1976)
- 新・ぼくはむく犬 The Shaggy D.A. (1976)
- トランザム7000 Smokey and the Bandit (1977)
- ウェディング A Wedding (1978)
- Mr. Horn (1979)
- ホットスタッフ Hot Stuff (1979)
- Scavenger Hunt (1979)
- トランザム7000VS激突パトカー軍団 Smokey and the Bandit II (1980)
- メル・ブルックス/珍説世界史PARTI History of the World: Part I (1981)
- Under the Rainbow (1981)
- Rooster (1982) ※テレビ映画
- トランザム7000 Part3 Smokey and the Bandit Part 3 (1983)
- 続・天国から落ちた男 The Jerk, Too (1984) ※テレビ映画
- E. Nick: A Legend in His Own Mind (1984)
- Apt. 2C (1985)
- Doin' Time (1985)
- あとみっくドカン Bombs Away (1985)
- Sylvan in Paradise (1986) ※テレビ映画
- ハリウッド行進曲／私をスタジオに連れてって Rented Lips (1988)
- 3人のゴースト Scrooged (1988)
- バンパイア・ファミリー Beverly Hills Vamp (1989)
- Nerds of a Feather (1990)
- チャイナタウン・コネクション Chinatown Connection (1990)
- Ted & Venus (1991)
- ブロードウェイ・バウンド Broadway Bound (1992)

### テレビドラマ
- それ行けスマート Get Smart (1969)
- レッド・スケルトン・ショー The Red Skelton Show (1970)
- Sanford and Son (1973)
- ラバーン&シャーリー Laverne & Shirley (1977)
- ラブ・ボート The Love Boat (1982)
- 俺たち賞金稼ぎ!!フォール・ガイ The Fall Guy (1982)
- Dr.トラッパー/サンフランシスコ病院 Trapper John, M.D. (1983)
- ガンシャイ Gun Shy (1983)
- Likely Stories, Vol. 3  (1983)
- フェアリーテール・シアター Faerie Tale Theatre (1984)
- Silver Spoons (1985)
- The New Adventures of Beans Baxter (1987)
- ゴールデン・ガールズ The Golden Girls (1989)
- Cop Rock (1990)
- USA Up All Night (1991)
- Grace Under Fire (1995)

### テレビアニメ
- わんぱくダック夢冒険 Duck Tales (1987)
- ぎゃあ!!!リアル・モンスターズ Aaahh!!! Real Monsters (1997)